# 파브리치오 라바넬리
파브리치오 라바넬리(이탈리아어: Fabrizio Ravanelli faˈbrittsjo ravaˈnɛlli[*], 1968년 12월 11일, 움브리아 주 페루자 ~)는 이탈리아의 축구 감독이자 전 국가대표 선수이다.
현역 시절 스트라이커로 호라약한 라바넬리는 고향 페루자에서 신고식을 치르고 은퇴했으며, 미들즈브러, 유벤투스, 그리고 마르세유에 몸담기도 했다. 그는 유벤투스 시절 1995년에 세리에 A 우승을 거두었고, 1996년에는 챔피언스리그 우승을 달성했는데, 이 대회 결승전에서 득점을 기록하기도 했다. 현역을 통틀어, 그는 이탈리아, 잉글랜드, 프랑스, 그리고 스코틀랜드 4개국의 12개 구단에서 활약했다. '하얀 깃털'로 수식되던 라바넬리는 이탈리아 국가대표팀 경기에서 22번 출전해 8골을 기록했고, 유로 1996에서 이탈리아 선수단 일원으로 참가했다.

## 클럽 경력

### 국내 무대 초기 경력
라바넬리는 1986년에 고향 페루자 칼초에서 신고식을 치렀고, 이 곳에서 1989년까지 활약했다. 그는 그 해 말에 아벨리노에 머물렀고, 이후 카세르타나로 이적해 1년을 활약했다. 1990년에는 레자나로 이적해 2년을 보냈다.

### 유벤투스
1992년에 유벤투스로 이적한 라바넬리는 로베르토 바조, 잔루카 비알리, 파올로 디 카니오, 피엘루이지 카시라기, 안드레아스 묄러, 그리고 알레산드로 델 피에로와 같은 쟁쟁한 공격진들과 어깨를 나란히했다. 선천적으로 흰머리가 무성해 "하얀 깃털"(Penna Bianca)라는 별칭으로 알려진(이전에 전 유벤투스 전설인 로베르토 베테가도 이 별칭으로 수식되었다) 라바넬리는, 그는 1990년대 중반에 유럽의 정상급 공격수로 거듭났다. 조반니 트라파토니 감독 임기에 쟁쟁한 공격수들과의 주전 경쟁에 고전했지만, 결국 선발 명단에 이름을 올렸다. 1994-95 시즌, 마르첼로 리피 감독의 지휘 하에, 그는 국내 2관왕 달성에 큰 공을 세웠는데, 이 과정에서 비알리, 그리고 바조나 델 피에로와 공격 삼각편대를 이루었다. 라바넬리는 토리노 연고 구단 소속으로 세리에 A를 1번(1994-95), 코파 이탈리아도 1번(1994-95), 수페르코파 이탈리아나 1번(1995), 그리고 챔피언스리그에 1번(1995-96) 정상에 올랐고, 아약스와의 결승전에서 득점을 기록했고, UEFA컵도 1번(1992-93) 들어올렸다. 1994년 9월 27일, 그는 5-1로 이긴 CSKA 소피아와의 경기에서 유벤투스의 5골을 혼자 다 기록해 회자되었다. 로마의 올림피코 경기장에서 열린 1996년 챔피언스리그 결승전에서, 그는 유벤투스의 1-0 선제골을 기록했다. 아약스에게 동점골을 실점했지만, 유벤투스는 승부차기 끝에 대회 정상에 올랐다.

### 미들즈브러
라바넬리는 1996년에 £7M으로 프리미어리그의 미들즈브러로 이적해 브라이언 롭슨 감독에 큰 인상을 심었고, 성공가도를 이어나갔다. 그는 리버풀과의 1996-97 시즌 첫 경기에서 해트트릭을 장식했다. 리그 라바넬리는 득점 순위 상위권을 달렸지만, 미들즈브러는 그의 합류 첫 해에 1부 리그에서 강등당했다. 그로나, 그는 소속 구단이 두 컵 대회 결승전에 오르는데 일조했다. 그는 첼시와의 FA컵 결승전에 선발로 출전해 0-2로 패했고, 레스터 시티와의 리그컵 결승전 재경기에도 출전해 0-1로 패했다. 레스터와의 경기에서는 본경기에서 선제골 득점을 기록하기도 했지만, 에밀 헤스키에게 동점골을 내주어 재경기로 이어졌고, 결국 레스터 시티에게 우승을 헌납했다. 그는 당시 손꼽히는 프리미어리그 고액 급여를 받는 선수임에도 계속해서 구단의 훈련 체계와 시설은 물론 동네 자체에 대해서도 불만을 토로하며 동료들과 지지자들로부터 관계가 서먹해졌다. 미들즈브러 시절, 그는 북요크셔의 허턴 러드비 군에 거주했는데, 폴 머슨과 고든 매퀸을 비롯한 여러 미들즈브러 주요 인사들이 근처에 거주했다.

### 마르세유
미들즈브러의 강등 후, 라바넬리는 마르세유로 이적했다. 마르세유는 1998-99 시즌에 디비시옹 1에서 우승을 거둔 보르도에 1점 차로 밀려 준우승을 거두었다. 이듬해 로엠은 챔피언스리그에 참가했는데, 라바넬리는 스타드 벨로드롬에서 열린 슈투름 그라츠전에서 1골을 기록했다.

### 라치오
2000년 1월, 라바넬리는 라치오와 계약하며 이탈리아 무대에 복귀했다. 라바넬리는 라치오 합류 직후 본인의 2번째 방패를 획득했고, 코파 이탈리아도 석권한 데 이어 수페르코파 이탈리아나까지 휩쓸었다.

### 더비 카운티
2001년 7월, 라바넬리는 자유 이적으로 더비 카운티에 합류했고, 2년 계약을 체결했지만, 2002년에 소속 구단의 강등을 막지 못했다. 더비의 재정난으로 인해, 그의 급여가 체불되었고, 그에 따라 몇 년에 걸쳐서 받았다.

### 던디
그는 더비와의 계약이 만료된 후 이후 던디로 이적했으나, 구단이 고액 주급자들을 일제히 방출하면서 떠났다. 라바넬리가 던디 소속으로 득점한 유일한 경기는 클라이드와의 리그컵 경기로, 이 경기에서 해트트릭을 완성했다.

### 페루자
스코틀랜드 무대를 거친 그는 이탈리아로 복귀해 현역 신고식을 치렀던 친정 페루자에 다시 입단했고, 구단을 강등에서 구제하기 위해 노력했다.

## 국가대표팀 경력
라바넬리는 1995년부터 1999년까지 아리고 사키, 체사레 말디니, 그리고 디노 초프 감독의 지도 하에 이탈리아 국가대표팀 경기에 22번 출전해 8골을 기록했다. 그는 1995년 3월 25일에 사키 감독의 지도 하에 살레르노 안방에서 4-1로 이긴 에스토니아와의 유로 1996 예선전 경기에 첫 국가대표 경기를 치렀고, 같은 경기에서 골맛도 보았다. 그는 유로 1996에 참가한 이탈리아 선수단의 일원이었고, 대회 내내 2경기에 출전했는데, 2-1로 이긴 러시아와의 1차전 1-2로 패한 체코와의 경기에 출전했고, 이탈리아는 후자의 경기 여파로 조별 리그를 넘지 못했다. 그는 1998년 월드컵을 앞두고 본선에 낙마했고, 이후 체사레 말디니 감독은 그를 대신해 스트라이커로 엔리코 키에사를 발탁했다.

## 선수 특징

### 경기 방식
라바넬리는 빠르고, 역동적이며, 신체적으로 강하고, 근면한 왼발잡이 스트라이커로, 괴팍하기도 한, 그는 골냄새를 잘 맡는 건 물론, 활력과 수비 가담으로 공을 회수하는데도 일가견이 있어, 수세에는 후방 깊숙히 후퇴해 공을 빼앗는데 집중했다. 비록 천성적으로 재능이 있거나, 기교가 뛰어나지는 않으나, 유벤투스에서 기교와 몸놀림이 개선되어 정상급 스트라이커로 거듭났다.
많은 득점을 하는 골잡이인 그는 공중 경합에 우수하고, 강하고 정확하게 공을 찼고, 스스로 마무리하는데도 손색이 없었던 라바넬리는 연계 능력으로 동료의 공격을 지원해 다른 기교와 결합해 완전체형 공격수로 거듭났다. 그는 이로 인해 지원 역할인 후방 스트라이커나 공격형 미드필더와 같은 역할도 맡아 공중 경합 능력을 통해 높이 뜬 공을 잡았고, 다른 스트라이커들의 기회를 머리로 도와 넘어지기 전에 골로 연결했다.

### 기쁨짓
라바넬리의 대표 골 기쁨짓으로 상의를 머리에 잡아당겨 경기장을 돌아다녔었다. 그에 따라, 그는 상의를 기쁨짓 도중 탈의하는 것을 금지하며, 위반 시 경고를 받는 국제 축구 연맹의 새 규정을 완강히 반대했다.

## 감독 경력

### 유벤투스
라바넬리는 유벤투스 유소년부를 맡아 지도자의 길로 입문했다. 그는 2011년 7월에 기술진에 합류해 2013년까지 활동했다.

### 아작시오
2013년 6월 8일, 라바넬리는 리그 1의 아작시오의 신임 감독으로 취임했다.
그러나, 2013년 11월 2일, 그는 리그 1에서 5경기 연속 패배(가장 마지막으로 패한 경기는 발랑시엔과의 안방 경기로, 1-3으로 패했다)를 당하고 소속 구단이 19위(뒤에서 2위)로 뒤처지면서(12번의 리그 1 경기에서 1승 4무 7패 기록) 감독직에서 해임되었다. "(라바넬리를 경질한 일은) 여러 사유로 쉬운 일은 아니였습니다. 저는 파브리치오 라바넬리를 존중했고, 성공을 빌었습니다. 저는 감독진이 그들만큼 밤낮으로 열심히 일한 것을 본 기억이 없습니다. 축구는 어떤지 다 알고 있습니다. 일이 순탄히 흘러가지 않으면, 기술진을 교체하는 것입니다,"라고 아작시오의 알랭 오르소니 회장은 유감을 표했다.

### 아르세날 키이우
2018년 6월 22일, 라바넬리는 우크라이나 프리미어리그의 아르세날 키이우와 계약했다. 2018년 9월 22일, 라바넬리는 부진한 성적으로 자진 사퇴했다.

## 방송 경력
은퇴 후, 라바넬리는 스카이 이탈리아, 폭스 스포츠, 그리고 메디아셋에서 축구 평론가로 활동했다.

## 사생활
몇몇 언론들은 수비수 루카 라바넬리가 파브리치오 라바넬리의 아들인 것으로 잘못 보도했다. 루카의 증언에 따르면, 파브리치오 라바넬리와는 남남 사이이다.

## 경력 통계

### 클럽
| 구단        | 시즌      | 리그                  | 리그 | 리그 | 컵   | 컵 | 리그컵 | 리그컵 | 대륙 | 대륙 | 기타 | 기타 | 합계 | 합계 |
| 구단        | 시즌      | 리그명                | 출장 | 골   | 출장 | 골 | 출장   | 골     | 출장 | 골   | 출장 | 골   | 출장 | 골   |
| ----------- | --------- | --------------------- | ---- | ---- | ---- | -- | ------ | ------ | ---- | ---- | ---- | ---- | ---- | ---- |
| 페루자      | 1986–87   | 세리에 C2             | 26   | 5    |      |    | –      | –      | –    | –    | –    | –    | 26   | 5    |
| 페루자      | 1987–88   | 세리에 C2             | 32   | 23   |      |    | –      | –      | –    | –    | –    | –    | 32   | 23   |
| 페루자      | 1988–89   | 세리에 B              | 32   | 13   |      |    | –      | –      | –    | –    | –    | –    | 32   | 13   |
| 페루자      | 합계      | 합계                  | 90   | 41   |      |    | 0      | 0      | 0    | 0    | 0    | 0    | 90   | 41   |
| 아벨리노    | 1989–90   | 세리에 B              | 7    | 0    |      |    | –      | –      | –    | –    | –    | –    | 7    | 0    |
| 카세르타나  | 1989–90   | 세리에 C1             | 27   | 12   |      |    | –      | –      | –    | –    | –    | –    | 27   | 12   |
| 레자나      | 1990–91   | 세리에 B              | 34   | 16   |      |    | –      | –      | –    | –    | –    | –    | 34   | 16   |
| 레자나      | 1991–92   | 세리에 B              | 32   | 8    |      |    | –      | –      | –    | –    | –    | –    | 32   | 8    |
| 레자나      | 합계      | 합계                  | 66   | 24   |      |    | 0      | 0      | 0    | 0    | 0    | 0    | 66   | 24   |
| 유벤투스    | 1992–93   | 세리에 A              | 22   | 5    | 3    | 1  | –      | –      | 8    | 3    | –    | –    | 33   | 9    |
| 유벤투스    | 1993–94   | 세리에 A              | 30   | 9    | 2    | 0  | –      | –      | 6    | 3    | –    | –    | 38   | 12   |
| 유벤투스    | 1994–95   | 세리에 A              | 33   | 15   | 9    | 6  | 0      | 0      | 11   | 9    | –    | –    | 53   | 30   |
| 유벤투스    | 1995–96   | 세리에 A              | 26   | 12   | 2    | 1  | –      | –      | 7    | 5    | –    | –    | 36   | 18   |
| 유벤투스    | 합계      | 합계                  | 111  | 41   | 16   | 8  | 0      | 0      | 32   | 20   | 0    | 0    | 159  | 69   |
| 미들즈브러  | 1996–97   | 프리미어리그          | 33   | 16   | 7    | 6  | 8      | 9      | –    | –    | –    | –    | 48   | 31   |
| 미들즈브러  | 1997–98   | 1부 리그              | 2    | 1    | 0    | 0  | 0      | 0      | –    | –    | –    | –    | 2    | 1    |
| 미들즈브러  | 합계      | 합계                  | 35   | 17   | 7    | 6  | 8      | 9      | 0    | 0    | 0    | 0    | 50   | 32   |
| 마르세유    | 1997–98   | 디비시옹 1            | 21   | 9    | 1    | 0  | 3      | 0      | –    | –    | –    | –    | 25   | 9    |
| 마르세유    | 1998–99   | 디비시옹 1            | 29   | 13   | 1    | 1  | 1      | 0      | 7    | 1    | –    | –    | 38   | 15   |
| 마르세유    | 1999–00   | 디비시옹 1            | 14   | 6    | 0    | 0  | 0      | 0      | 4    | 1    | –    | –    | 18   | 7    |
| 마르세유    | 합계      | 합계                  | 64   | 28   | 2    | 1  | 4      | 0      | 11   | 2    | 0    | 0    | 81   | 31   |
| 라치오      | 1999–00   | 세리에 A              | 16   | 2    | 5    | 2  | 0      | 0      | 0    | 0    | –    | –    | 21   | 4    |
| 라치오      | 2000–01   | 세리에 A              | 11   | 2    | 4    | 2  | 0      | 0      | 6    | 2    | –    | –    | 21   | 6    |
| 라치오      | 합계      | 합계                  | 27   | 4    | 9    | 4  | 0      | 0      | 6    | 2    | 0    | 0    | 42   | 10   |
| 더비 카운티 | 2001–02   | 프리미어리그          | 31   | 9    | 1    | 1  | 2      | 1      | –    | –    | –    | –    | 34   | 11   |
| 더비 카운티 | 2002–03   | 1부 리그              | 19   | 5    | 0    | 0  | 0      | 0      | –    | –    | –    | –    | 19   | 5    |
| 더비 카운티 | 합계      | 합계                  | 50   | 14   | 1    | 1  | 2      | 1      | 0    | 0    | 0    | 0    | 53   | 16   |
| 던디        | 2003–04   | 스코티시 프리미어리그 | 5    | 0    | 0    | 0  | 1      | 3      | –    | –    | –    | –    | 6    | 3    |
| 페루자      | 2003–04   | 세리에 A              | 15   | 6    | 2    | 0  | –      | –      | 1    | 0    | –    | –    | 18   | 6    |
| 페루자      | 2004–05   | 세리에 B              | 24   | 3    | 0    | 0  | 0      | 0      | –    | –    | 3    | 0    | 27   | 3    |
| 페루자      | 합계      | 합계                  | 39   | 9    | 2    | 0  | 0      | 0      | 1    | 0    | 3    | 0    | 42   | 9    |
| 경력 합계   | 경력 합계 | 경력 합계             | 521  | 190  | 37   | 20 | 15     | 13     | 50   | 24   | 3    | 0    | 626  | 247  |

### 국가대표팀
| 국가대표팀 | 연도 | 출장 | 골 |
| ---------- | ---- | ---- | -- |
| 이탈리아   | 1995 | 6    | 4  |
| 이탈리아   | 1996 | 8    | 4  |
| 이탈리아   | 1997 | 5    | 0  |
| 이탈리아   | 1998 | 3    | 0  |
| 이탈리아   | 1999 | 0    | 0  |
| 합계       | 합계 | 22   | 8  |

### 국가대표팀 득점 기록
아래의 점수 열에서 왼쪽의 점수가 이탈리아의 점수이며, 점수 열은 라바넬리의 득점 상황을 나타낸다.
| # | 날짜             | 경기장                                | 상대       | 점수 | 최종결과 | 대회                 |
| - | ---------------- | ------------------------------------- | ---------- | ---- | -------- | -------------------- |
| 1 | 1995년 3월 25일  | 이탈리아 살레르노 아레키              | 에스토니아 | 4–1  | 4–1      | 유로 1996 예선전     |
| 2 | 1995년 9월 6일   | 이탈리아 우디네 프리울리              | 슬로베니아 | 1–0  | 1–0      | 유로 1996 예선전     |
| 3 | 1995년 11월 11일 | 이탈리아 바리 산 니콜라               | 우크라이나 | 1–1  | 3–1      | 유로 1996 예선전     |
| 4 | 1995년 11월 11일 | 이탈리아 바리 산 니콜라               | 우크라이나 | 2–1  | 3–1      | 유로 1996 예선전     |
| 5 | 1996년 1월 24일  | 이탈리아 테르니 리베로 리베라티       | 웨일스     | 2–0  | 3–0      | 친선경기             |
| 6 | 1996년 10월 15일 | 몰도바 키시너우 스타디오눌 레푸블리칸 | 몰도바     | 1–0  | 3–1      | 1998년 월드컵 예선전 |
| 7 | 1996년 10월 15일 | 몰도바 키시너우 스타디오눌 레푸블리칸 | 몰도바     | 3–1  | 3–1      | 1998년 월드컵 예선전 |
| 8 | 1996년 10월 9일  | 이탈리아 페루자 레나토 쿠리           | 조지아     | 1–0  | 1–0      | 1998년 월드컵 예선전 |

### 감독
2018년 9월 22일 기준
| 구단            | 국적       | 취임            | 해임            | 기록 | 기록 | 기록 | 기록 | 기록 | 기록 | 기록 | 기록  |
| 구단            | 국적       | 취임            | 해임            | 전   | 승   | 무   | 패   | 득   | 실   | 차   | 율 %  |
| --------------- | ---------- | --------------- | --------------- | ---- | ---- | ---- | ---- | ---- | ---- | ---- | ----- |
| 아작시오        | 프랑스     | 2013년 6월 8일  | 2013년 11월 2일 | 13   | 1    | 4    | 8    | 8    | 19   | −11  | 7.69  |
| 아르세날 키이우 | 우크라이나 | 2018년 6월 22일 | 2018년 9월 22일 | 9    | 1    | 1    | 7    | 5    | 19   | −14  | 11.11 |
| 합계            | 합계       | 합계            | 합계            | 22   | 2    | 5    | 15   | 13   | 38   | −25  | 9.09  |

## 수상
유벤투스
- 세리에 A: 1994–95
- 코파 이탈리아: 1994–95
- 수페르코파 이탈리아나: 1995
- 챔피언스리그: 1995–96
- UEFA컵
  - 우승: 1992–93
  - 준우승: 1994–95[45]

라치오
- 세리에 A: 1999–2000
- 코파 이탈리아: 1999–2000
- 수페르코파 이탈리아나: 2000

개인
- 코파 이탈리아 최다 득점자: 1994–95 (6골)[47]
- 세리에 C2 최다 득점자: 1987–88 (23골)[48]